# Daniel Wilson (politiker)

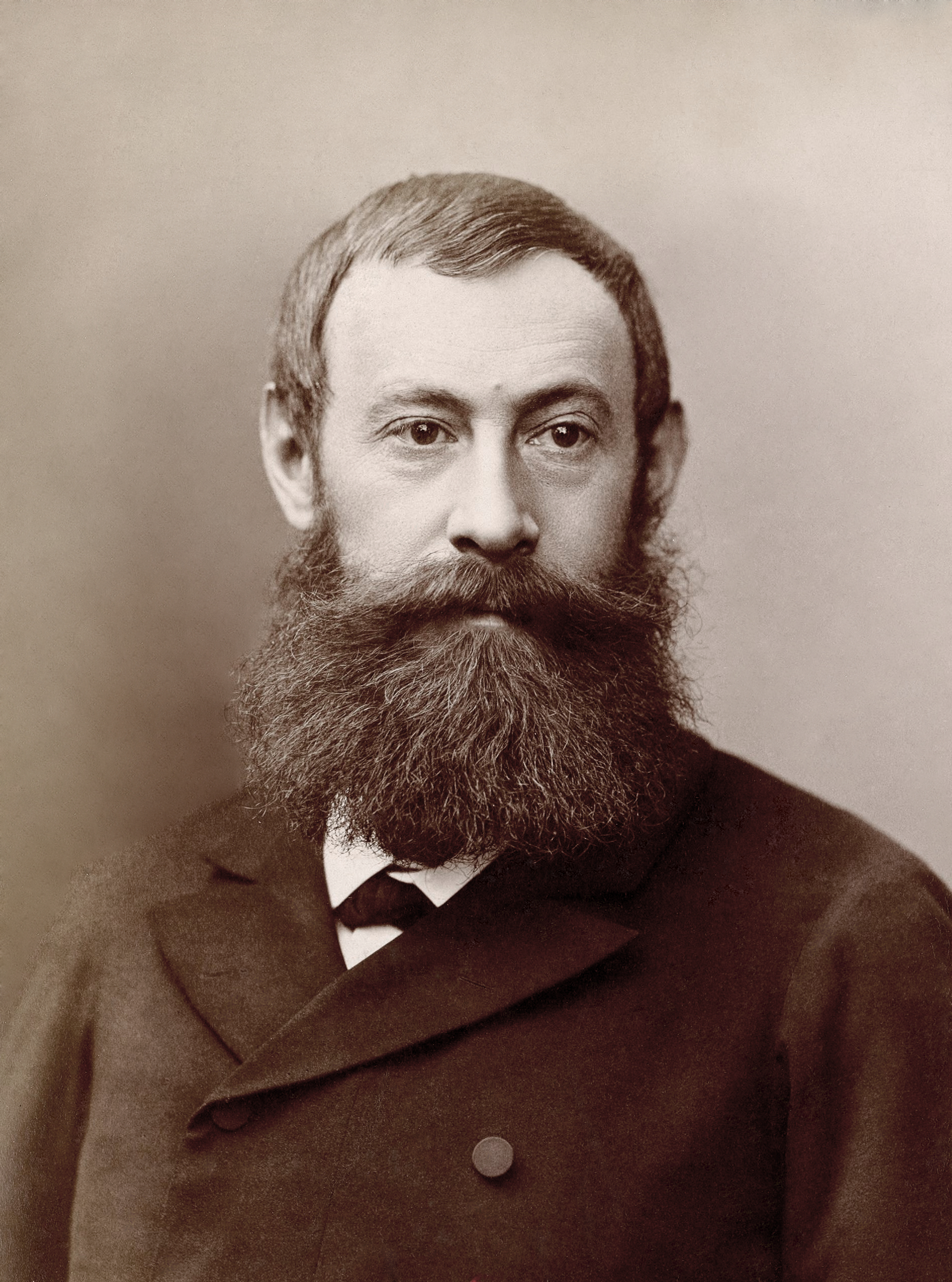
Daniel Wilson fotograferad av Félix Nadar.

Daniel Wilson, född den 6 mars 1840 i Paris, död den 13 februari 1919 i Loches, var en fransk politiker. 
Wilson ärvde en stor förmögenhet efter sin far, en rik fabriksägare, som från England inflyttat till Frankrike och fått franskt medborgarskap. Han valdes 1869 till ledamot av Lagstiftande kåren, där han slöt sig till den moderata oppositionen och röstade mot Napoleon III:s krigsförklaring mot Preussen i juli 1870. Efter krigets slut valdes Wilson 1871 till medlem av nationalförsamlingen för departementet Indre-et-Loire. Han tillhörde först vänstra centern och därefter republikanska vänstern och gjorde sig bemärkt som en arbetsam och skicklig medlem av budgetutskottet. Han valdes 1876, 1877, 1881 och 1885 av Loches till medlem av deputeradekammaren samt var 1879–1880 understatssekreterare i finansministeriet. Personlig vän till presidenten Grévy, med vars enda dotter, Alice, han gifte sig 1881, bidrog Wilson genom sina intriger mycket till kabinettet Gambettas fall i januari 1882. Sedan han genom misslyckade spekulationer förstört sin förmögenhet, begagnade han sig av sin ställning som presidentens måg för att genom löften om ordnar, ämbeten och offentliga upphandlingar och genom andra olagligheter skaffa sig pengar. Då detta 1887 kom till allmänhetens kännedom, blev Wilson föremål för ytterst häftiga anfall från pressen, och då president Grévy lade hinder i vägen för anställande av rättegång mot mågen, vände sig allmänna opinionen både i pressen och i deputeradekammaren mot den gamle presidenten själv, som efter ett envist, men fruktlöst, motstånd tvingades att avsäga sig presidentämbetet i december 1887. Wilson dömdes 1888 till några månaders fängelse. Trots sina föregåenden var han åter deputerad, vald av Loches, 1893–1902. Wilson hade emellertid åter blivit en mycket rik man, sedan hans hustru efter sin fars död 1891 ärvt dennes till omkring 10 miljoner francs uppskattade förmögenhet.